# Punho de Mahin
Punho de Mahin é uma banda brasileira de punk rock formada em 2018 no estado de São Paulo. A banda é formada pela vocalista Natalia Matos, o baterista Paulo Tertuliano, a guitarrista Camila Araújo e o baixista Du Costa.
O nome da banda faz memória a Luísa Mahin, que teria sido uma princesa africana, vinda ao Brasil como escrava e que se envolveu nas revoltas dos Malês e da Sabinada, e também foi mãe de Luís Gama, importante abolicionista e advogado brasileiro.
Composta por músicos negros e periféricos de diferentes partes de São Paulo, a banda canta histórias que resgatam importantes nomes brasileiros, como Marighella e Dandara dos Palmares, por meio da música.

## Carreira
Natalia já cantava em outra banda, a Condenados, e convidou Camila, que também já fazia parte parte da cena punk do ABC Paulista, para formar uma nova banda. Depois veio Paulo e Du Costa chegou em novembro de 2019.
Em outubro de 2020, se apresentam no festival Monster RockFest Online.
Em 2021, a banda lançou nas plataformas de streaming o EP Racistas Otários nos Deixem em Paz.
Em 8 de abril de 2022, lançam o álbum Embate e Ancestalidade.
Em março de 2024, junto com Weedra e Mercenárias, fazem um dos show de abertura da banda Bikini Kill em São Paulo. Em maio, se apresentam na Virada Cultural 2024, de São Paulo.
Em maio de 2025, assinam com a gravadora Deck. Em 11 de maio, se apresentam na segunda edição do Upfront Festival, que contou com show de sua turnê de despedida do The Exploited. No mesmo mês, se apresentam na Virada Cultural 2025, de São Paulo, com a banda Inocentes, Ariel e Devotos.
Em setembro de 2025, se apresentarão no "Palco Quebrada" do festival The Town, em show com MC Taya, abrindo para a banda Black Pantera.